# Баневиц
Баневиц (њем. Bannewitz) општина је у њемачкој савезној држави Саксонија. Једно је од 41 општинског средишта округа Зексише Швајц-Остерцгебирге. Према процјени из 2010. у општини је живјело 10.689 становника. Посједује регионалну шифру (AGS) 14628050.

## Географски и демографски подаци
Баневиц се налази у савезној држави Саксонија у округу Зексише Швајц-Остерцгебирге. Општина се налази на надморској висини од 221 метра. Површина општине износи 25,8 km². У самом мјесту је, према процјени из 2010. године, живјело 10.689 становника. Просјечна густина становништва износи 414 становника/km².